# Tajemnica (film)
Tajemnica (fr. Un secret) – francuski dramat filmowy z 2007 roku w reżyserii Claude'a Millera. Scenariusz powstał na podstawie opartej na faktach powieści Philippe'a Grimberta. Zdjęcia kręcono w Paryżu, a także w departamentach Creuse, Dolina Oise i Hauts-de-Seine.
Film przedstawia losy rodziny żydowskiej w czasie i po II wojnie światowej. Tytułowa tajemnica dotyczy przeszłości ukrywanej przez rodziców przed dorastającym François Grimbertem.

## Obsada
- Cécile de France jako Tania Stirn/Grimbert
- Patrick Bruel jako Maxime Nathan Grinberg/Grimbert
- Ludivine Sagnier jako Hannah Golda Stirn/Grinberg
- Julie Depardieu jako Louise
- Mathieu Amalric jako François Grimbert
- Nathalie Boutefeu jako Esther
- Yves Verhoeven jako Guillaume
- Yves Jacques jako Commandant Béraud

## Nagrody i nominacje
Za rolę w filmie Julie Depardieu otrzymała w 2008 roku Cezara dla najlepszej aktorki drugoplanowej. Film był również nominowany do nagrody w następujących kategoriach:
- Najlepszy film
- Najlepszy reżyser
- Najlepsza aktorka
- Najlepszy scenariusz adaptowany
- Najlepsza muzyka
- Najlepsze zdjęcia
- Najlepszy montaż
- Najlepsze kostiumy
- Najlepsza scenografia[1]

Film zdobył również nagrodę Grand prix of the Americas na MFF w Montrealu w 2007 roku.